# زمردی سرمسی
زمردی سرمسی (نام علمی: Microchera cupreiceps) یک گونه مگس‌مرغ کوچک بومی کاستاریکا است. اندازه آن فقط ۳ اینچ (۷٫۶ سانتیمتر) طول و وزن آن تنها ۳ گرم (۰٫۱۱ اونس) است. نر دارای تاج مسی و دمگاه سبز کامل و زیر دم سفید است. ماده شکم سفید و یک نوار باریک زیر پایانی دم سیاه‌رنگ روی پرهای بیرونی دم سفید دارد. نوک خمیده شکل قابل توجه آن را از گونهٔ مشابه ناهمجا یعنی زمردی دم‌سفید متمایز می‌کند.
مانند همهٔ مگس‌مرغ‌ها، زمردی سرمسی از شهد گل‌ها و بی‌مهرگان کوچک تغذیه می‌کند. از آنجا که نوک آن کوتاه است، در گل‌های کوچک، از جمله در سرده‌های Besleria, Cavendishia, Clusia، گواریا، چنال، Quararibea و Satyria به جستجوی غذا می‌رود. در تمام سطوح در جنگل‌های نمناک کوهستانی بالغ و لبه‌های جنگل تغذیه می‌کند.

## نگارخانه

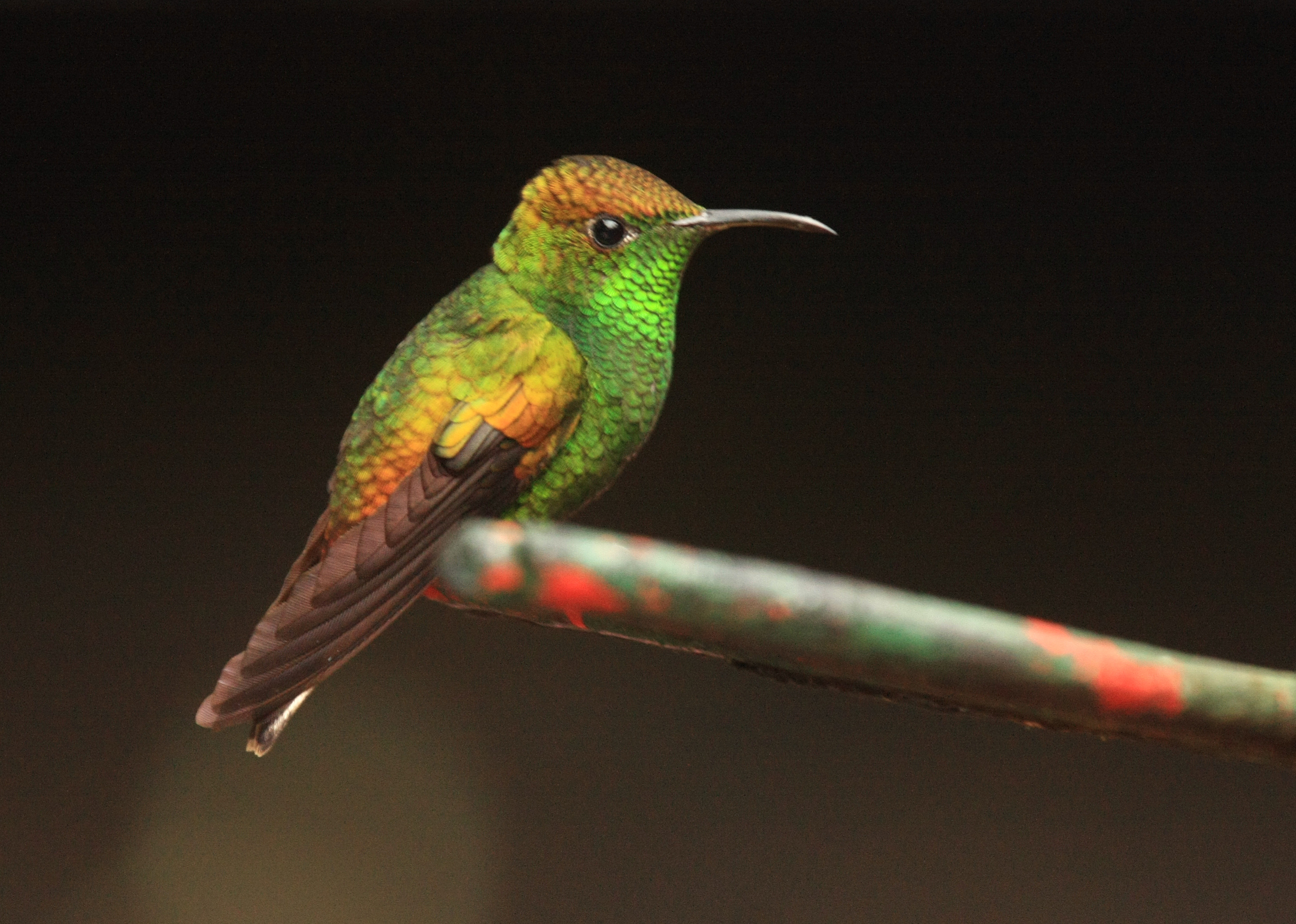
نر
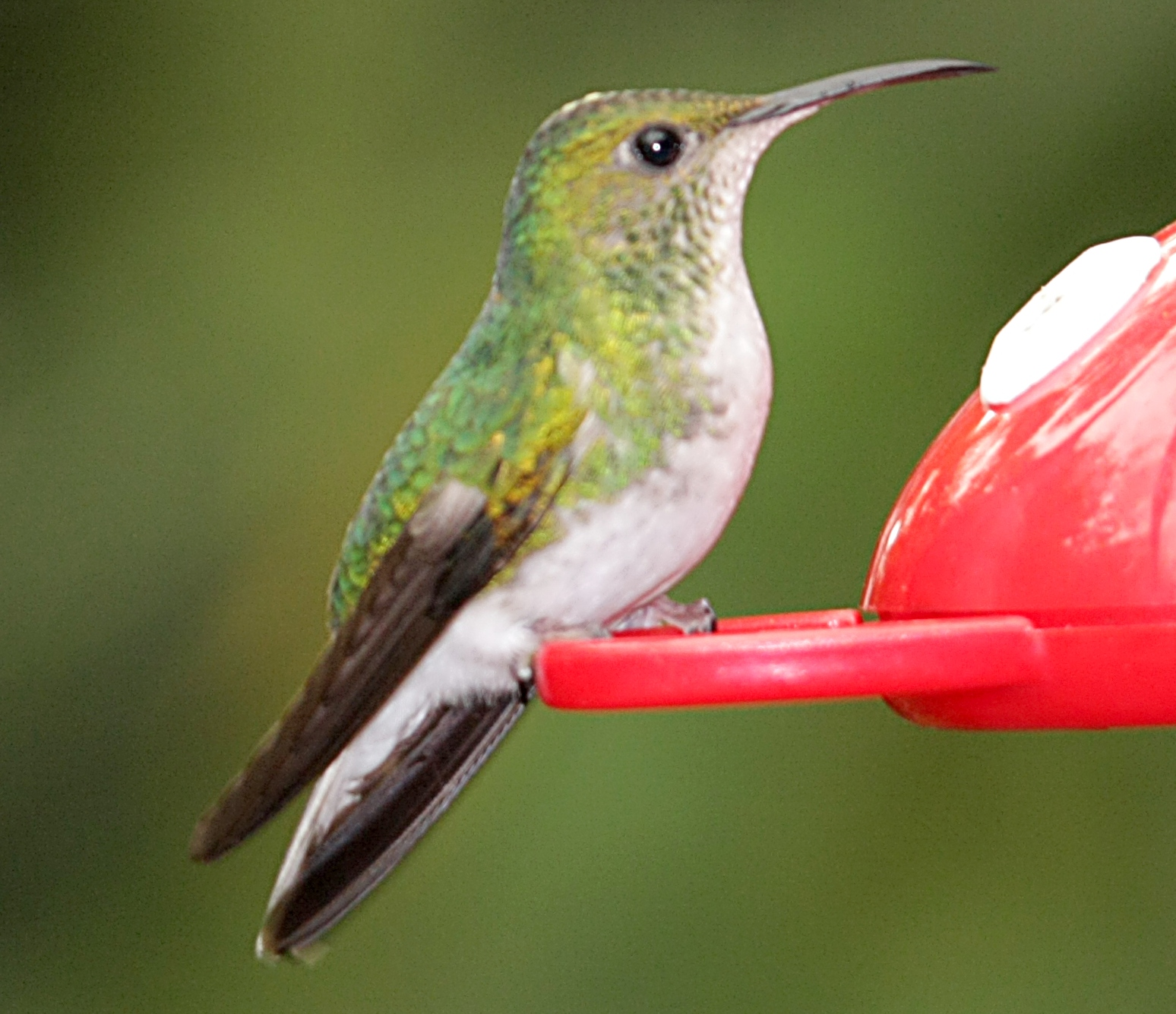
ماده، در نزدیکی کاستاریکا
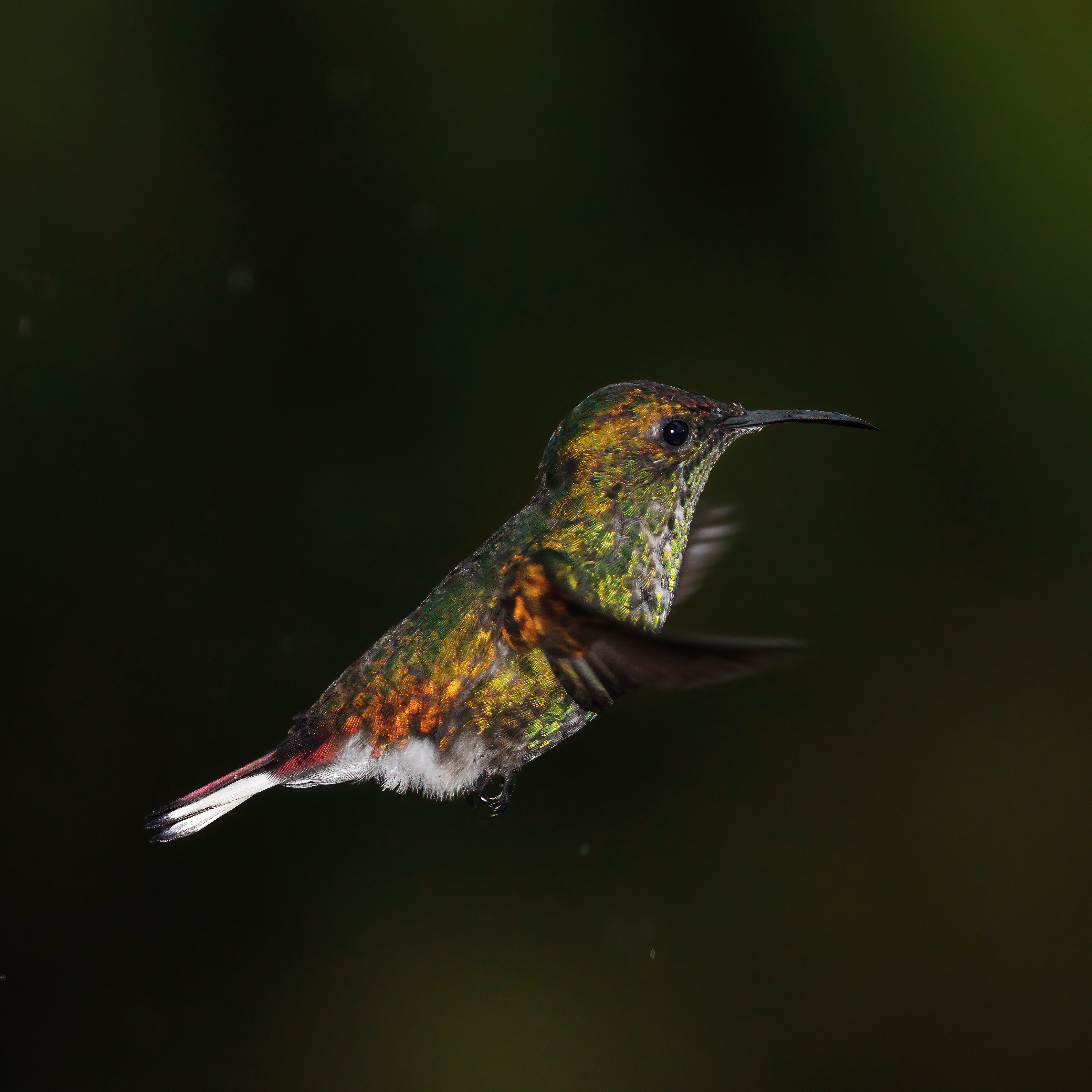
نر، سینچونا، کاستاریکا